# 朱佶煃
陵川康肃王朱佶煃（1408年1月13日—1474年11月15日），明朝瀋简王朱模的庶次子，明太祖之庶孙，明朝第一代陵川王。

## 生平
永乐五年十二月（1408年1月）生。永乐二十二年（1424年）十月，明仁宗下诏封朱佶煃为陵川王。宣德三年（1428年）六月，明宣宗命定國公徐景昌、行在鴻臚寺左少卿劉順為正副使，持節冊封潞州衛百戶韓福的女兒為陵川王妃。
宣德九年（1434年）六月，朝廷給朱佶煃及其弟平遙王朱佶煟、黎城王朱佶燏、稷山王朱佶焆、沁水王朱佶熅、沁源王朱佶㷆歲祿各二千石，米钞各半，由山西布政司倉庫支用。
宣德十年（1435年）正月，朱佶煃的兄长瀋康王朱佶焞奏称欲与朱佶煃等王参加明宣宗的祭奠几筵，明英宗认为守边任重，回信制止，以后想赴京的諸王也都被明英宗制止。同年十月，朱佶焞为弟弟们奏請委派教授，以講授經書，英宗命行在吏部拣选才學老成者担任。
正统七年（1442年）九月，因长兄朱佶焞奏請，英宗命每年給陵川王府等王府校尉月糧、冬衣、布花。正統八年（1443年）四月，朱佶煃、朱佶燏奏府中缺內使，明英宗各遣四人，告諭二王善待他们。
明代宗登基时，朱佶焞想和朱佶煃、世子朱幼㙾等入京朝賀。正統十四年（1449年）十月，代宗回信说天氣转冷，道遠跋涉，可不必來。以后想來朝賀的诸王，代宗也都回信制止。景泰元年（1450年）十月，朱佶焞奏本府及陵川王府本该由山西高平等縣拨用的禄米至今没有收到，怀疑是受灾的缘故，请求改撥。事下戶部，户部说各王祿米共計一萬石，今年山西旱傷，邊運浩大，请求折糧銀一千二百兩、准糧五千石先送王府備用，其餘五千石移文山西布政司，稍从州縣改徵，如無可徵，即以本司官庫布絹折給，代宗准奏。景泰三年（1452年）十二月，朱佶焞奏称欲和朱佶煃和世子入京朝覲，代宗再次回信制止。
景泰五年（1454年）八月，朱佶煃奏称其母吳氏患風氣等疾，请求賜丁香、片腦等藥調治，又称自己永樂年間襲封王爵时蒙賜的冕旒和袞龍袍服使用已久不堪穿着，请求賜新衣服。代宗下詔批准。十月，朱佶煃奏称母亲吳氏去世后家道蕭索，代宗命賜白金一百兩、紵絲十疋、絹二十疋，以為葬祭之資。
天顺元年（1458年）七月，朱佶煃和堂弟新昌王朱磐炷各自奏称自己宮眷眾多，请求每年增加支用米二百石，获准。九月，賜朱佶煃潞州稅課局鈔一年，供其子女婚嫁。十月，因朱佶煃所请，赐他長子縣稅課局課鈔一年。
天顺三年（1460年）三月，朱佶煃奏瀋府良醫正劉旭的次子刘瑾諳曉方脈，用藥精詳，凡自己府中大小疾病都調治有效，请求让他随自己居住帮自己养生，获准。
天顺五年（1462年）三月，免去朱佶煃的店房門攤課鈔。
成化六年（1470年）十一月，朱佶煃等王奏称自己的祿米由本府收納，近日因本府紀善等官因監收获罪，巡抚都御史奏請收贮於有司倉，令本府往支，但腳力價就费了十分之二三，正在受饿，想率子侄入京当面诉说。明宪宗回信准其所奏，令照舊各府收納，并告诫今後不許教授人等像以前一样多收作弊、虧損納戶。
成化十年（1474年）十月，朱佶煃逝世，朝廷赐谥号康肃。因其长子陵川长子朱幼𡐖已经先去世，三年后的成化十三年（1477年）九月，朱佶煃长孙、朱幼𡐖之子朱诠𨮒袭封为第二代陵川王。

## 评价
- 《弇山堂别集》卷073：温良好樂，正己攝下。

## 家庭

### 妻妾
- 王妃韩氏

### 子孙
- 嫡次子陵川长子→追封陵川怀懿王朱幼𡐖
- 长女榆次县主，正统十二年（1447年）八月受封、配儀賓張瓘，[24]正统十四年（1449年）二月給岁禄六百石，米鈔各半。[25]
- 次女临晋县主，正统十二年（1447年）八月受封、配儀賓王康，[24]正统十四年（1449年）二月，給岁禄六百石，米鈔各半，[25]九月三日（9月19日）去世，朝廷令遣官致祭、有司營葬。[26]